# Acacia plicata
Acacia plicata es una especie de planta leguminosa del género Acacia, familia Fabaceae. Es endémica de un área entre Perth y Geraldton en Australia Occidental.

## Descripción
Es un arbusto erecto que crece generalmente hasta alcanzar un tamaño de 0,9 metros a 2 metros de altura. Sus flores son globulares, de color amarillo y aparecen desde finales del invierno hasta mediados de primavera.

## Taxonomía
Acacia plicata fue descrita por Bruce Roger Maslin y publicado en Muytsia 1(5): 451. 1975.
Etimología
Ver: Acacia: Etimología
plicata: epíteto latino que significa "plisado".